# ويلي سيميدو
ويلي سيميدو (بالفرنسية: Willy Semedo)‏ هو لاعب كرة قدم فرنسي في مركز الوسط، ولد في 27 أبريل 1994 في فرنسا. لعب مع نادي بوليتكنيكا ياش ونادي رويال شارلروا ونادي غرونوبل ونادي الفيصلي السعودي.

## وصلات خارجية
- ويلي سيميدو على موقع قاعدة بيانات كرة القدم.إي يو (الإنجليزية)
- ويلي سيميدو على موقع ناشيونال فوتبول تيمز (الإنجليزية)
- ويلي سيميدو على موقع Soccerway.com (الإنجليزية)
- ويلي سيميدو على موقع عالم كرة القدم.نت (الإنجليزية)